# Fujiwara no Kanefusa
Fujiwara no Kanefusa (藤原 兼房) (né en 1153, mort le 30 mars 1217) est le quatrième fils du régent (sessho et kampaku) Fujiwara no Tadamichi et de Kaga, fille de Fujiwara no Nakamitsu. Ses frères sont Motozane (régent), Motofusa (régent), Kanezane (régent) et Jien. Il n'a pas de qualités politiques mais devient tout de même Daijō-daijin après son frère Kanezane.

## Source de la traduction
- (en) Cet article est partiellement ou en totalité issu de l’article de Wikipédia en anglais intitulé « Fujiwara no Kanefusa » (voir la liste des auteurs).